# Кімерик

Грецьке місто Кімерик, поряд з іншими грецькими колоніями

Кімерик (грец. Κιμμερικόν, лат. Cimmericum) — стародавнє грецьке місто в Криму, на південному узбережжі Керченського півострова, на західному схилі гори Опук, приблизно за 50 кілометрів на південний захід від сучасної Керчі. Місто було засноване Мілетськими колоністами в V столітті до нашої ери і процвітало на початку християнської ери. Його назва пов'язана з частиною кімерійців, котрі не мігрували з іншими кімерійцями, а лишилися у Таврії та причетні до спорудження форпосту Боспорського царства, адже разом з гетами кімерійці в українській історії становлять власне місцеву археологічну культуру тоді, коли греки — чужинці. Кімерик захищав Боспорське царство від скіфів. Його стіни сягали від 2,5 до 3,5 м в товщину. У середині III століття н. е. Кімерик був розграбований готами, але частково міське поселення збереглося до кінця епохи Римської імперії.
Площа городища дорівнює 4,5 га.

## Дослідження античного міста
Кімеріон згадується Арріаном і Страбоном. Залишки міста виявлені за 50 км від Пантикапея.
Городище Киммерік розташоване на трьох прибережних пагорбах, між західним схилом гірського масиву і солоним озером Елькен (або Кояш). Пам'ятник належить до «Малих» міст Боспорської держави. Державний обліковий номер: 1220-Н (Киммерік і його хора).
Дюбрюкс (1858 p.), який досліджував Кімерик, співвідносив його з Китеєм. Бларамберк описав і склав план розкопок. Ю. Марти, який проводив розкопки на західній стороні гори Опук, дослідив також руїни оборонного муру між містом і озером Єлькен. У 1947-49 Зеест проводив розкопки на пагорбах Зміїний та Великий. На заході гори Опук були знахідки кераміки, яка походить з V ст. до н. е., але будівель цього періоду там не виявлено.
Місто було розкопане радянськими археологами в 1927 р., 1947—1949 рр., і 1950—1951 рр.

## Опис городища
Хронологія пам'ятника: V ст. до н. е. — Початок IV ст. н. е.; раннє середньовіччя. Площа пам'ятки в цілому близько 4,5 га, площа дослідженої території 500 м².
У структуру пам'ятника входять:
- Об'єкт 1. Залишки фортечних куртин, житлова і господарська забудова.
- Об'єкт 2. Сигнальні пункти, стіна, огороджувальна приморську портову частину городища.
- Об'єкт 3. Житлово-господарський комплекс «Мукодільна майстерня».
- Об'єкт 4. Житлово-господарський комплекс «Береговий».
- Об'єкт 5. Житлово-господарський комплекс «Підвал з пифосами».
- Об'єкт 6. «Портова або Західна» стіна.[4]

На території Кімерику, на горі Опук знайдені залишки укріплень. Центр античного міста (I—III ст. н. е.) знаходився ймовірно біля Великого пагорба. Він був оточений з південної, західної та північної сторони циклопічним муром, який відмічений на плані Бларамберга. Він викладений грядою з великих каменів різної величини, грубо обтесаних тільки із зовнішнього боку. Стіна йде в східному напрямку, два зовнішніх фасади стіни, які вдалося дослідити складаються з величезних необроблених блоків. Така ж сама стіна завтовшки 2,5 м оточувала порт Кімерику. В західній частині гори Опук були укріплення, прямокутні за планом зі стін завтовшки 4 м з блоків. Від замку залишилися фундаменти двох веж та воріт. Фортеця, збудована в I ст. до н. е., проіснувала до II—III ст. н. е.